# 查爾斯頓 (緬因州)
查爾斯頓（英語：Charleston）是一個位於美國緬因州佩諾布斯科特縣的鎮。

## 人口
根據2020年美國人口普查的數據，查爾斯頓的面積為105.05平方千米，當中陸地面積為105.02平方千米，而水域面積為0.03平方千米。當地共有人口1558人，而人口密度為每平方千米15人。